# Heredium (Einheit)
Das Heredium war ein Flächenmaß im historischen Römischen Staat.
Die Maßkette war 
- 1 Saltus = 4 Centuria = 400 Heredium = 800 Jugerum = 1600 Actus quadratus = 6400 Clima = 230.400 Scripulum[1]

In Frankreich  wurde es per Gesetz 1668 als Arpent, in Preußen 1811, Hannover 1837 und Braunschweig 1838 verbindlich erklärt. Preußen halbierte das Maß. Das Maß richtet sich hier aber nach dem geltenden Fuß und war dem römischen nicht mehr gleich.
Aus dem doppelten Maß des Heredium soll das modernere Maß Hektar hervorgegangen sein. 
In Lübeck entsprach das Heredium 1 Tonne Land = 240 Quadratruten = 5075,82 Quadratmeter. Der Actus entsprach einer Fläche für einen Scheffel Aussaat, etwa 1268,95 Quadratmeter.
Die Vermessung soll über das pythagoreische Dreieck mit den Katheten 8 und 15 für das Quadrat 240 Quadratruten ergeben haben.
Verschiedene Flächenmaße in Europa wie z. B. in der  Schweiz der Morgen, in Schweden die Tonne Land, in Baden das Diemat, hatten das Heredium als Grundlage.